# Faviano
Faviano è una frazione del comune di Lesignano de' Bagni, in provincia di Parma.
La località dista 5,85 km dal capoluogo.

## Geografia fisica
La frazione è costituita dalle due distinte località di Faviano di Sopra e Faviano di Sotto, poste rispettivamente la prima sul crinale che divide la Val Parma dalla Val Termina di Torre e la seconda sul versante sinistro di quest'ultima.
La zona è fin dall'antichità interessata da frane, che nel tempo hanno causato il crollo di vari edifici; anche la chiesa medievale originaria, posta a Faviano di Sopra, ne fu colpita nel XVIII secolo e nel 1782 fu ricostruita nel centro abitato di Faviano di Sotto.

## Storia
Il centro abitato fu fondato in epoca medievale; la più antica testimonianza della sua esistenza risale al 1005, quando Fabiano fu citata in un atto di conferma di beni al monastero di San Paolo di Parma da parte del vescovo Sigefredo II; Flaviano fu poi menzionata nel 1038 in un documento notarile.
A servizio del borgo superiore fu costruita una cappella, nominata per la prima volta nel 1230.
Il territorio, dipendente nel XV secolo dai conti Rossi, in seguito alla sconfitta della famiglia nella guerra del 1482 fu posto sotto la giurisdizione del podestà di Langhirano, insieme alle vicine San Michele Cavana, Mulazzano, Quinzano, Cattabiano, Riano, Strognano, Vidiano e Casatico.
Nel 1738 la Camera Ducale di Parma assegnò Faviano, insieme alla vicina località di Mulazzano, ai conti Gigli Cervi, che ne mantennero i diritti fino alla loro abolizione sancita da Napoleone per l'ex ducato di Parma e Piacenza nel 1805. Faviano fu in seguito aggregata al comune di Lesignano de' Bagni.

## Monumenti e luoghi d'interesse

### Chiesa dell'Assunzione di Maria Vergine

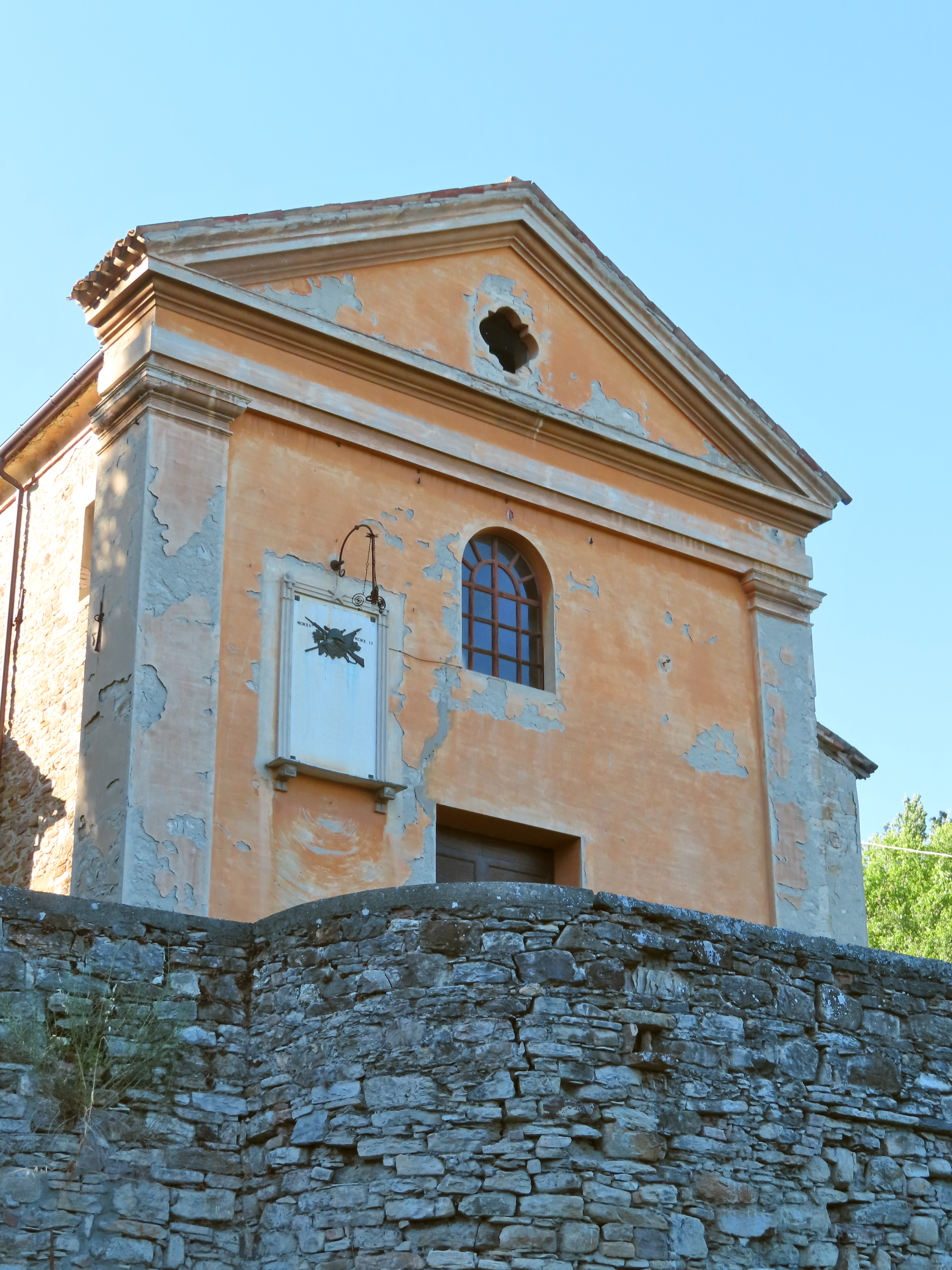
Chiesa dell'Assunzione di Maria Vergine

Menzionata per la prima volta nel 1230, la cappella di Faviano di Sopra, elevata a sede parrocchiale autonoma nel 1564, nel 1750 fu chiusa in quanto interessata da una frana e sostituita temporaneamente dall'oratorio di Sant'Antonio; ricostruita in stile neoclassico in posizione più sicura a Faviano di Sotto nel 1782, fu benedetta il 14 agosto di quell'anno; il luogo di culto presenta una facciata intonacata, coronata da un frontone triangolare; all'interno la navata è affiancata da due cappelle laterali.

### Oratorio di Sant'Antonio
Edificato verso il 1693 per volere di Domenico Ciati, l'oratorio fu restaurato e benedetto nel 1746; utilizzato come parrocchiale tra il 1750, in seguito al crollo dell'originaria chiesa dell'Assunzione di Maria Vergine, e il 1782, al termine della costruzione del nuovo tempio a Faviano di Sotto, appartenne in seguito alla famiglia Ugolotti; acquistato dalla famiglia Volpi, fu successivamente sconsacrato e adibito a deposito.

### Corte con loggiato
Costruito in epoca imprecisata a Faviano di Sotto, l'edificio agricolo in pietra è caratterizzato dalla presenza di un loggiato ad arcate ribassate rette da pilastri in mattoni.

### Casatorre
Costruita in epoca imprecisata a Faviano di Sotto, la struttura in pietra è dominata da una massiccia torre colombaia, cui sono addossati vari edifici eretti in varie epoche.

### Casatorre con colombaia
Edificata in epoca imprecisata a Faviano di Sotto, la struttura in pietra si eleva su due livelli principali, sormontati da una torre colombaia decorata sul cornicione perimetrale con un motivo a denti di sega in mattoni.

### Casatorre con portale
Costruita in epoca imprecisata a Faviano di Sotto, la struttura in pietra è coronata da una piccola torre colombaia con tetto a due falde, decorata in sommità con un motivo a denti di sega in laterizio.